# Nomura Micugu
Nomura Micugu (Muroran, 1956. november 21. –) japán válogatott labdarúgó, edző.

## Pályafutása

### Válogatottban
A japán válogatottban 12 mérkőzést játszott.

## Statisztika
| Japán válogatott | Japán válogatott | Japán válogatott |
| Időszak          | Mérk.            | gól              |
| ---------------- | ---------------- | ---------------- |
| 1981             | 8                | 0                |
| 1982             | 4                | 0                |
| Összesen         | 12               | 0                |